# Christine Prouty
Christine Marsh Prouty (* 1993 oder 1994) ist eine US-amerikanisch-griechische Schauspielerin und ein Model.

## Leben
Prouty stammt aus Philadelphia und ist griechischer Abstammung. Neben Englisch spricht sie Griechisch. Sie ist Absolventin der Central Bucks High School West. Von 2011 bis 2014 studierte sie Kommunikation, Medienwissenschaft, Öffentlichkeitsarbeit und Psychologie an der Boston University und schloss ihr Studium mit einem Bachelor-Abschluss ab. Ab 2018 begann sie an der Mountview Academy of Theatre Arts ein Schauspielstudium, das sie mit dem Master of Arts abschloss. Seit dieser Zeit lebt und arbeitet sie in London.
2022 verkörperte Prouty im B-Horrorfilm Dracula – The Original Living Vampire die weibliche Hauptrolle der Detektivin Amelia Van Helsing. Im selben Jahr übernahm sie die titelgebende weibliche Hauptrolle der Moxxi im Kurzfilm Moxxi’s Finest.

## Filmografie (Auswahl)
- 2022: Dracula – The Original Living Vampire (Dracula: The Original Living Vampire)
- 2022: Moxxi’s Finest (Kurzfilm)